# NGC 6063
NGC 6063 (również PGC 57205 lub UGC 10210) – galaktyka spiralna (Sc), znajdująca się w gwiazdozbiorze Węża. Odkrył ją Édouard Jean-Marie Stephan 10 czerwca 1882 roku.
W galaktyce tej zaobserwowano supernową SN 1999ac.